# جیمز سالتر (شناگر)
جیمز سالتر (به انگلیسی: James Salter) (زادهٔ ۱۸ مارس ۱۹۷۶) شناگر اهل بریتانیا است.